# Blockzeit (Luftfahrt)
Die Blockzeit (englisch block time) ist in der Luftfahrt der Zeitraum zwischen dem Entfernen der Bremsklötze vor dem Start (englisch off block) und dem Anlegen der Bremsklötze nach der Landung (englisch on block).

## Allgemeines
Diese flugtechnische Definition berücksichtigt die Zeitspanne der Blockade eines Flugzeugs durch Bremsklötze, die vom Marshaller angebracht und vom Fahrer des Flugzeugschleppers gelöst werden. Innerhalb der Blockzeit liegt die kürzere Übergangszeit, die im Flugwesen Minimum Connecting Time genannt wird und den Flugpassagieren zum Umsteigen und dem Gepäck zum Transport in ein anderes Flugzeug dient. Nach der Blockzeit beginnt mit dem „off block“ die Flugzeit. 

## Rechtsfragen
Im deutschen Luftfahrtrecht ist in § 2 Abs. 4 2. DV LuftBO die Blockzeit „die Zeit zwischen dem erstmaligen Abrollen eines Luftfahrzeugs aus seiner Parkposition zum Zweck des Startens bis zum Stillstand an der zugewiesenen Parkposition mit abgestellten Triebwerken. Für Hubschrauber bedeutet Blockzeit die Zeit zwischen dem erstmaligen Drehen der Rotorblätter bis zum Absetzen und dem nachfolgenden Stillstand des Rotors.“ Das erstmalige Abrollen ist im Hinblick auf „off block“ ebenso unpräzise formuliert wie der Stillstand beim „on block“.
Die Blockzeit für Flugzeuge wird im Anhang des Kodex der International Civil Aviation Organization (ICAO) erwähnt und dort mit Flugzeit gleichgesetzt. Die gleiche Definition verwendet die Europäischen Agentur für Flugsicherheit (EASA), bezeichnet sie aber als Flugzeit (englisch flight time) und damit die „Gesamtzeit eines Flugzeuges, wenn es sich erstmals zum Zwecke des Starts in Bewegung setzt bis zu dem Zeitpunkt, an dem es dauerhaft am Ende des Fluges stillsteht“. Beim Instrumentenflug gehört zur Flugzeit die Zeitspanne, innerhalb derer nach Instrumentenflugregeln geflogen wird.

## Blockzeit, Flugzeit, Hobbszeit
Die Messung der Zeitspanne, die sich ein Flugzeug in Betrieb befindet, ist für verschiedene Zwecke erforderlich. Einerseits dient sie zur Ermittlung der Betriebszeit der Triebwerke für die Wartung oder zur Messung der absolvierten Flugstunden der Piloten, andererseits kann sie auch als Berechnungsgrundlage des Arbeitsentgelts vom fliegenden Personal herangezogen werden. Zudem ist sie in das Flugbuch einzutragen. Blockzeit, Flugzeit oder Hobbszeit (Hobbsmeter) unterscheiden sich dahingehend, dass Beginn und Ende der Zeitmessung an verschiedenen Vorgängen orientiert werden. Bei der Blockzeit sind die Triebwerke beim „on-block“ noch nicht abgestellt, wohingegen die laufenden Triebwerke bei der Hobbszeit noch zur Betriebszeit gerechnet werden.
In das Flugbuch sind nach § 120 Abs. 1 Nr. 7 LuftPersV die Gesamtdauer des Fluges (Flugzeit nach Anhang I FCL.010 der Verordnung (EU) Nr. 1178/2011 der Kommission vom 3. November 2011 zur Festlegung technischer Vorschriften und von Verwaltungsverfahren in Bezug auf das fliegende Personal in der Zivilluftfahrt) und die Gesamtflugzeit einzutragen. Flugzeit ist nach dieser VO bei Flugzeugen, Reisemotorseglern und Luftfahrzeugen mit vertikaler Start- und Landefähigkeit die Gesamtzeit ab dem Zeitpunkt, zu dem sich ein Luftfahrzeug in Bewegung setzt, um zu starten, bis zu dem Zeitpunkt, zu dem es am Ende des Fluges zum Stillstand kommt. Die Flugdienstzeit ist gemäß § 2 Abs. 3 2. DV LuftBO die gesamte Zeitspanne, während derer eine Person in einem Luftfahrzeug oder Flugübungsgerät als Besatzungsmitglied tätig ist. Zur Flugdienstzeit zählt auch die Zeit für die Vor- und Nachbereitung des Fluges; gemäß 2.DV LuftBO sind das mindestens 30 Minuten vor "Block off" und 15 Minuten nach "Block on".
Nach AMC1 FCL.050 der EASA trägt der Pilot diese Flugzeit in sein Flugbuch und das Bordbuch ein. Die Flugzeiten sind im Regelfall nicht aus den Start- und Landezeiten des Flughafens ableitbar und damit entsprechen sie nicht den Daten im Hauptflugbuch des Flugplatzes. Nach US-amerikanischen Recht trägt der Pilot die Motorlaufzeit (englisch hobbsmeter time) in sein Flugbuch ein.

## Blockzeit als Maßstab
Die Blockzeit wird oft als Flugzeit bezeichnet, auch wenn das eine eher amerikanisch orientierte Sichtweise ist; beide Begriffe können nach den Regeln der ICAO und der JAR synonym verwendet werden. Die Blockzeit ist eine wichtige Größe für die operative Planung der Fluggesellschaften und des fliegenden Personals für dessen Einträge im Flugbuch, wo als Zeiteinheit Blockstunden vermerkt werden. Die Blockzeit {\displaystyle t_{B}} wird dabei grob berechnet anhand der Reiseentfernung {\displaystyle D}, der Reisefluggeschwindigkeit {\displaystyle S} und der Minimum Connecting Time {\displaystyle MCT}:
{\displaystyle T_{B}={\frac {D}{S}}+MCT}.
Die Blockstunden verlängern sich also um die Mindestumsteigezeit ({\displaystyle MCT}) an Flughäfen.
Blockstunden werden seit 1938 in den USA als Berechnungsgrundlage des Arbeitsentgelts vom fliegenden Personal herangezogen. Hier ist die Begrenzung der Flugdienstbelastung überwiegend über die maximale Blockzeit geregelt. Seit 2014 gibt es maximale Flugdienstzeiten von 14 Stunden bei maximal 9 Stunden Blockzeit vor, abgestuft bis auf 9 Stunden Flugdienstzeit und 8 Stunden Blockzeit nachts.
In Deutschland bereitet die Blockzeit arbeitsrechtliche Schwierigkeiten, weil zu regeln ist, wie Fehlzeiten und Urlaub zu bezahlen sind. Hierfür können die §§ 3 und § 4 EntgFG und § 11 BUrlG herangezogen werden. Blockzeit-Zahlungen sind dem EuGH zufolge auch im Urlaub zu gewähren. Nach diesem Urteil hat ein Linienpilot während seines Jahresurlaubs nicht nur Anspruch auf die Fortzahlung seines Grundgehalts, sondern zum einen auch auf alle Bestandteile, die untrennbar mit der Erfüllung der ihm nach seinem Arbeitsvertrag obliegenden Aufgaben verbunden sind und durch einen in die Berechnung seines Gesamtentgelts eingehenden Geldbetrag abgegolten werden, und zum anderen auch auf alle Bestandteile, die an seine persönliche und berufliche Stellung anknüpfen.
Um eine Verspätung wegen einer Entschädigung zu berechnen, wird als Ankunftszeit der Zeitpunkt des Öffnens von mindestens einer Flugzeugtür angesehen, der zeitlich erst nach dem „on block“ liegt. Das Flugzeug startete dem Urteil zufolge am 11. Mai 2012 mit Verspätung vom Flughafen Salzburg. Bei der Ankunft setzte es um 17:38 Uhr auf der Landebahn des Flughafens Köln/Bonn auf. Seine Parkposition erreichte es jedoch erst um 17:43 Uhr, somit 3:03 Stunden nach der planmäßigen Ankunftszeit. Die Flugzeugtüren wurden kurz darauf geöffnet. Germanwings machte geltend, dass die Verspätung gegenüber der planmäßigen Ankunftszeit nur 2:58 Stunden betrage, weil die tatsächliche Ankunftszeit der Zeitpunkt gewesen sei, zu dem die Räder des Flugzeugs die Landebahn des Flughafens Köln/Bonn berührt hätten (englisch touch down). Entschädigt werden nach der Fluggastrechte-Verordnung Verspätungen erst ab 3:00 Stunden. Da das Öffnen der Flugzeugtüren maßgeblich ist, war im zitierten Fall eine Entschädigung fällig.

## Phasen
Das Rollen zur Parkposition geschieht von der Rollbahn meist mit Hilfe von vorausfahrenden Follow-me-Cars, welche das Flugzeug zur konkreten Einweisung am Flughafenterminal dem Marshaller übergeben. Der Marshaller kann auch als Fahrer des Follow-me-Cars fungieren. Dieser führt das Flugzeug zur Parkposition und legt ihm Bremsklötze an (englisch on block). Mit diesem Vorgang ist der Flug offiziell beendet, nicht erst mit dem Ausschalten der Triebwerke.